# Antiglobetrotter
Antiglobetrotter var et tv-program, som blev vist på DR1. Programmet var en trilogi, som blev vist den 1., 8. og 15. december 2007.
Selve programmet omhandler den kendte forsanger i bandet Nephew, og det angorianske medlem, Simon Kvamm, som ikke bryder sig om at rejse. Han sagde ja, til at tage til Afrika, for at udfordre sin egen magelighed. I Afrika bliver hr. Kvamm udsat for afrikanske komikere, skuespiller og musikere, i henholdsvis Tanzania, Kenya og Uganda.
Versionen af Grant Lee Buffalos sang "Fuzzy", som bruges som både intro- og outromusik, er produceret af Simon Kvamm og Carsten Heller og findes kun i de små stumper, som kan høres i udsendelserne. Dog spillede Simon Kvamm og endnu et af Nephews medlemmer, René Munk Thalund, en fuld version til en række af bandets afterpartys i foråret 2010.[kilde mangler] Denne version findes dog ikke i indspillet version.

## Eksterne kilder og henvisninger
- DR1: Antiglobetrotter
- DR Presse: Antiglobetrotter